# Péter Erdő
Péter Erdő (Budapest, 25 giugno 1952) è un cardinale e arcivescovo cattolico ungherese, dal 7 dicembre 2002 arcivescovo metropolita di Esztergom-Budapest e primate d'Ungheria.
Dal 2006 al 2016 è stato presidente del Consiglio delle conferenze dei vescovi d'Europa.

## Biografia
Primogenito di sei fratelli, a quattro anni ha vissuto l'invasione dell'Ungheria ad opera dell'Armata Rossa, nel corso della quale vide la sua casa incendiata.

### Formazione e ministero sacerdotale
Ha studiato presso il seminario arcivescovile a Esztergom e poi presso il seminario maggiore di Budapest.
Il 18 giugno 1975 ha ricevuto l'ordinazione sacerdotale dal vescovo, poi cardinale, László Lékai.
È stato per due anni vicario parrocchiale a Dorog, quindi si è trasferito a Roma dove ha conseguito il dottorato in teologia e in diritto canonico presso la Pontificia Università Lateranense con una dissertazione sui fondamenti teologici del diritto canonico negli scritti di Niccolò Cusano.
Successivamente ha insegnato presso il seminario di Esztergom tenendo anche alcuni seminari all'estero. Nel 1988 è diventato docente di teologia presso la Università Cattolica Pázmány Péter di Budapest, della quale ha assunto la carica di rettore dal 1998 al 2003 e di gran cancelliere in seguito. Dal 1986 è stato anche segretario della Commissione di diritto canonico presso la Conferenza episcopale ungherese.

### Ministero episcopale e cardinalato
Il 5 novembre 1999 papa Giovanni Paolo II lo ha nominato vescovo ausiliare di Székesfehérvár e titolare di Puppi e il 6 gennaio 2000 nella basilica di San Pietro in Vaticano gli ha dato la consacrazione episcopale (co-consacranti il cardinale Giovanni Battista Re e il vescovo Marcello Zago).
Con le dimissioni per raggiunti limiti d'età del cardinale László Paskai, il 7 dicembre 2002 è stato nominato arcivescovo di Esztergom-Budapest e ha assunto pertanto anche il titolo di primate d'Ungheria; ha fatto ingresso in diocesi per prendere possesso della cattedra l'11 gennaio 2003.
Nel concistoro del 21 ottobre 2003, a 51 anni, è stato creato cardinale del titolo di Santa Balbina e il 9 marzo 2004 ha preso possesso del titolo. È stato il più giovane cardinale vivente fino al 20 novembre 2010 quando ha ceduto il primato a Reinhard Marx, di quindici mesi più giovane. 
Ha partecipato al conclave del 2005, che elesse papa Benedetto XVI, al conclave del 2013 che elesse papa Francesco, e al conclave del 2025, che ha eletto papa Leone XIV.
Dal 2005 al 2015 ha presieduto la Conferenza episcopale ungherese e da ottobre 2006 a ottobre 2016 il Consiglio delle conferenze dei vescovi d'Europa. Nel 2007 è diventato membro corrispondente dell'Accademia ungherese delle scienze e dal 2013 ne è membro ordinario.
A dicembre 2011 è stato visitatore apostolico in Perù per dirimere la controversia insorta fra l'arcivescovo di Lima Juan Luis Cipriani Thorne e la Pontificia Università Cattolica del Perù relativamente all'adeguamento dello statuto di quest'ultima alla Costituzione apostolica "Ex Corde Ecclesiae"; la controversia tuttavia non si è risolta e ha condotto la Santa Sede, a luglio del 2012, a revocare il diritto dell'università all'uso nella denominazione degli aggettivi "pontificia" e "cattolica". La misura è rimasta in vigore sino al 2016.
Il 14 ottobre 2013 è stato nominato relatore generale della terza assemblea generale straordinaria del Sinodo dei vescovi, svoltasi dal 5 al 19 ottobre 2014. Nel 2015, quando il sinodo è tornato a riunirsi, il cardinale Erdő ha tenuto una relazione considerata di stampo conservatore.
È inoltre membro della Congregazione per l'educazione cattolica, della Congregazione per il culto divino e la disciplina dei sacramenti, del Pontificio consiglio per i testi legislativi e del Supremo tribunale della Segnatura apostolica.
Con la chiusura al culto della basilica di Santa Balbina all'Aventino, per restauri, da 29 marzo 2023 papa Francesco ha assegnato al cardinale Erdő il nuovo titolo di Santa Maria Nuova, del quale ha preso possesso il successivo 1º luglio.

## Prese di posizione
Péter Erdő è considerato un esponente conservatore della Chiesa cattolica. Nel sinodo del 2015 si è espresso contro l'accesso alla comunione eucaristica per i divorziati risposati, contestando l'idea che di fronte a situazioni di vita "imperfette" la Chiesa sia chiamata a un atteggiamento inclusivo, sulla base del fatto che "tra il bene e il male non c'è gradualità". Si è espresso contro il ricorso alla contraccezione, le unioni omosessuali e la pratica dell'Organizzazione delle Nazioni Unite che condiziona gli aiuti ai Paesi poveri al riconoscimento di tali unioni. Ha dichiarato che accanto al cambiamento climatico l'umanità è minacciata dal "cambiamento antropologico" rappresentato dall'individualismo e dal relativismo.
Rispetto al fenomeno migratorio, nel 2015 si è espresso negativamente paragonando l'accoglienza dei rifugiati da parte dei Paesi europei alla tratta di esseri umani.

## Genealogia episcopale e successione apostolica
La genealogia episcopale è:
- Cardinale Scipione Rebiba
- Cardinale Giulio Antonio Santori
- Cardinale Girolamo Bernerio, O.P.
- Arcivescovo Galeazzo Sanvitale
- Cardinale Ludovico Ludovisi
- Cardinale Luigi Caetani
- Cardinale Ulderico Carpegna
- Cardinale Paluzzo Paluzzi Altieri degli Albertoni
- Papa Benedetto XIII
- Papa Benedetto XIV
- Papa Clemente XIII
- Cardinale Enrico Benedetto Stuart
- Papa Leone XII
- Cardinale Chiarissimo Falconieri Mellini
- Cardinale Camillo Di Pietro
- Cardinale Mieczysław Halka Ledóchowski
- Cardinale Jan Maurycy Paweł Puzyna de Kosielsko
- Arcivescovo Józef Bilczewski
- Arcivescovo Bolesław Twardowski
- Arcivescovo Eugeniusz Baziak
- Papa Giovanni Paolo II
- Cardinale Péter Erdő

La successione apostolica è:
- Vescovo László Kiss-Rigó (2004)
- Arcivescovo György Udvardy (2004)
- Vescovo Lajos Varga (2006)
- Vescovo Ferenc Cserháti (2007)
- Vescovo János Székely (2008)
- Cardinale Ladislav Német, S.V.D. (2008)
- Vescovo Ferenc Palánki (2011)
- Vescovo György Snell (2014)
- Vescovo László Varga (2017)
- Vescovo Gábor Mohos (2018)
- Vescovo Zsolt Marton (2019)
- Vescovo László Felföldi (2021)
- Vescovo Tibor Berta (2021)
- Vescovo Benedek Szabolcs Fekete (2022)
- Vescovo Levente Balázs Martos (2023)
- Vescovo Kornél Fábry (2023)